# Nkana FC
Nkana Football Club – zambijski klub piłkarski z siedzibą w Kitwe.

## Historia
Nkana Football Club został założony w 1935 jako Rhokana United FC. W 1962 klub przystąpił do utworzonej ligi zambijskiej. W 1975 klub zmienił nazwę na Nkana Red Devils. W 1982 klub zdobył po raz pierwszy mistrzostwo Zambii. W latach 1982–2001 Nkana wygrywała te rozgrywki 11-krotnie, co jest rekordem. W rozgrywkach Pucharu Zambii Nkana w latach 1986-2000 wygrała te rozgrywki 6-krotnie. W 1990 klub osiągnął największy sukces na arenie międzynarodowej docierając do finału Afrykańskiego Pucharu Mistrzów, w którym w rzutach karnych uległa algierskiemu JS Kabylie. W 1991 klub przyjął obecną nazwę Nkana Football Club. W XXI wieku nastąpił upadek klubu. W 2004 i 2008 klub spadał do drugiej ligi. Od 2010 Nkana ponownie występuje w Premier League.

## Sukcesy
- Mistrzostwo Zambii (13): 1982, 1983, 1985, 1986, 1988, 1989, 1990, 1992, 1993, 1999, 2001, 2013, 2019/20.
- Puchar Zambii (6): 1986, 1989, 1991, 1992, 1993, 2000.
- finał Afrykańskiego Pucharu Mistrzów (1): 1990.

## Nazwy klubu
- Rhokana United FC (1935–1975)
- Nkana Red Devils (1975–1991)
- Nkana FC (1991– )

## Reprezentanci kraju grający w klubie
| - Ben Bamfuchile - Charles Bwale - Moses Chikwalakwala - Samuel Chomba - Kalililo Kakonje - Frazier Kamwandi - Gift Kampamba - Evans Kangwa - Bernard Makufi - Kenneth Malitoli - Mordon Malitoli - Gibby Mbasela - Emmanuel Msichilli | - Eston Mulenga - Joseph Musonda - Kelvin Mutale - Boston Mwanza - Mannaseh Mwanza - Numba Mwila - Timothy Mwitwa - Mark Sinyangwe - John Soko - Robert Watiyakeni |

## Trenerzy klubu
- Ben Bamfuchile (2003-2005)